# Alpes ligures
Les Alpes ligures sont un massif des Alpes situé principalement en Ligurie, mais également dans le Piémont et pour une petite partie dans le département français des Alpes-Maritimes.

## Géographie

### Situation
Le massif est limité à l'ouest par le col de Tende qui laisse place au massif du Mercantour-Argentera et les Préalpes de Nice, faisant partie du sous-ensemble des Alpes maritimes, et par les rivières Vermenagna et Roya.
Au sud, il plonge en direction de la Riviera de Vintimille jusqu'à Savone.
À l'est, les Alpes ligures s'étendent jusqu'au col d'Altare (ou de Cadibone), à partir duquel commence la chaîne des Apennins[réf. nécessaire].

### Principaux sommets

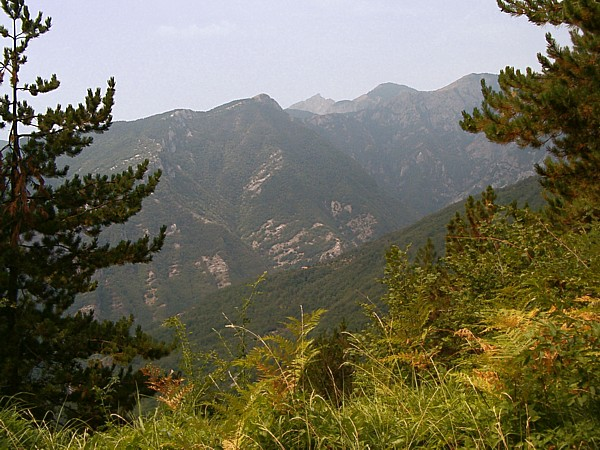
Les Alpes ligures

- la pointe Marguareis, 2 650 m, point culminant du massif
- le Monte Mongioie, 2 631 m
- le mont Bertrand, 2 482 m
- le Bric Costa Rossa, 2 404 m
- la Tête Chaudon, 2 387 m
- le mont de Carsène, 2 383 m
- le Monte Mondolè, 2 382 m
- la cime Missoun 2 356 m
- la cime du Bec, 2 300 m
- la cime de l'Évêque, 2 241 m
- le mont Saccarel, 2 200 m
- le Monte Fronte, 2 153 m
- la cime Ventose, 2 137 m
- la cime de Marte, 2 136 m
- le mont Peyrevieille, 2 038 m
- le mont Grai, 2 013 m
- le mont Torrage, 1 973 m

## Géologie
Le massif est constitué de roches calcaires créant du relief karstique et de quelques nappes de flyschs[réf. nécessaire].

## Activités

### Stations de sports d'hiver
- Frabosa Soprana
- Limone Piemonte
- Roccaforte Mondovì
- Viola